# Autodrome Chaudière
L'autodrome Chaudière est un circuit de course automobile sanctionné ovale asphalté considéré short track de 1/4 de mille (environ 400 mètres) et situé dans la municipalité de Vallée-Jonction, dans la région de la Beauce au Québec (Canada). Il présente des compétitions de type stock-car et drift. Piste ovale la plus inclinée au Québec, elle est parfois surnommée le « petit Bristol » par sa configuration qui rappelle celle du célèbre Bristol Motor Speedway situé à Bristol dans le Tennessee. Le nom « Chaudière » fait référence à la rivière Chaudière qui traverse Vallée-Jonction et toute la Beauce.

## Historique

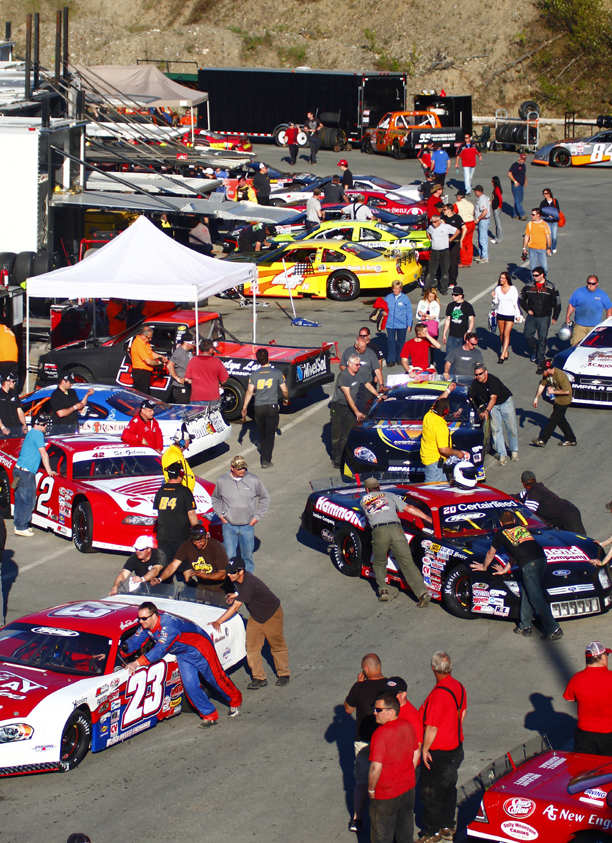
Paddock à l'autodrome Chaudière en mai 2013.

Inauguré en 1992, la piste était alors en terre battue. Depuis 2005, la piste est asphaltée. Parmi les séries importantes à s'être produites à l'Autodrome Chaudière, notons la Série nationale Castrol, Série ACT, PASS North, Sportsman Québec, ISMA et les séries de la sanction REVSTAR. En 2014, s'ajoute la NASCAR Pinty's Series, maintenant appelée Nascar Canada Series .
Le record de piste toute catégorie a été établi le 22 juin 2013 par le pilote américain Ben Seitz de la série ISMA en 10,77 secondes.
Le Showdown ACT, confrontation entre les onze premiers pilotes au classement des séries ACT Castrol et ACT Tour s'y est tenu chaque année de 2008 à 2012.
À partir de 2013, l'autodrome Chaudière présente la « triple couronne La Québécoise », trois courses inscrites au championnat PASS North dotées d'importantes bourses et un fonds de points spécial. La dernière épreuve fait aussi partie du championnat national PASS. La première de ces courses a été remportée par Patrick Laperle le 18 mai 2013. La venue de la vedette NASCAR Kyle Busch lors de la deuxième manche le 6 août a suscité un grand engouement auprès des amateurs. Vainqueur de la course, il a toutefois été disqualifié une semaine plus tard par la série PASS puisque sa voiture a été jugée non conforme à la réglementation de la série. La victoire a donc été attribuée à D.J. Shaw qui avait terminé deuxième. Ross Kenseth, fils du champion NASCAR Matt Kenseth a remporté la dernière étape, Johnny Clark étant sacré champion de la Triple couronne. C'est D.J. Shaw qui a remporté la première manche de l'édition 2014 le 18 mai et qui sera éventuellement couronné champion en septembre. Le 5 août 2014, Kyle Busch prend sa revanche en remportant aisément la deuxième tranche de la Triple couronne 2014. Parmi les autres pilotes de renom ayant également évolué sur le circuit, notons Denny Hamlin en 2015.

## Vainqueurs de la Série nationale Série ACT
- 26 août 2005 Jean-François Déry
- 4 juin 2006 Sylvain Lacombe
- 25 août 2006 Donald Theetge
- 29 juin 2007 Michael Lavoie
- 17 août 2007 Alexandre Gingras
- 14 juin 2008 Donald Theetge
- 16 août 2008 Karl Allard
- 6 juin 2009 Donald Theetge
- 8 août 2009 Patrick Laperle
- 12 juin 2010 Karl Allard
- 7 août 2010 Karl Allard
- 21 mai 2011 Patrick Laperle
- 6 août 2011 Donald Theetge
- 9 juin 2012 Donald Theetge
- 3 août 2012 Patrick Laperle
- 5 juillet 2013 Donald Theetge
- 12 juillet 2014 Martin Latulippe
- 12 juillet 2015 Alex Labbé
- 12 septembre 2015 Wayne Helliwell, Jr.
- 28 mai 2016 Patrick Laperle

## Vainqueurs du Showdown ACT
- 6 septembre 2008 Patrick Laperle
- 29 août 2009 Brent Dragon
- 28 août 2010 Patrick Laperle
- 10 septembre 2011 Brian Hoar
- 9 septembre 2012 Dany Trépanier

## Vainqueurs de la série PASS North
- 26 juin 2011 Johnny Clark
- 23 juin 2012 Travis Benjamin
- 18 mai 2013 Patrick Laperle
- 6 août 2013 D.J. Shaw
- 8 septembre 2013 Ross Kenseth
- 18 mai 2014 D.J. Shaw
- 5 août 2014 Kyle Busch
- 7 septembre 2014 Alex Labbé
- 17 mai 2015 Ben Rowe
- 20 juin 2015 Patrick Laperle
- 12 septembre 2015 Glen Luce

## Vainqueurs ISMA Racing Series
- 16 juillet 2011 Johnny Benson Jr.
- 21 juin 2013 Moe Lilje
- 22 juin 2013 Ben Seitz
- 21 juin 2014 Jon McKennedy

## Vainqueur NASCAR Pinty's Series
- 15 juin 2014 Jason Hathaway
- 13 juin 2015 Jason Hathaway
- 24 juin 2016 Alex Labbé
- 23 juin 2017 Cayden Lapcevich
- 30 juin 2018 Andrew Ranger
- 29 juin 2019 Raphael Lessard

## Galerie

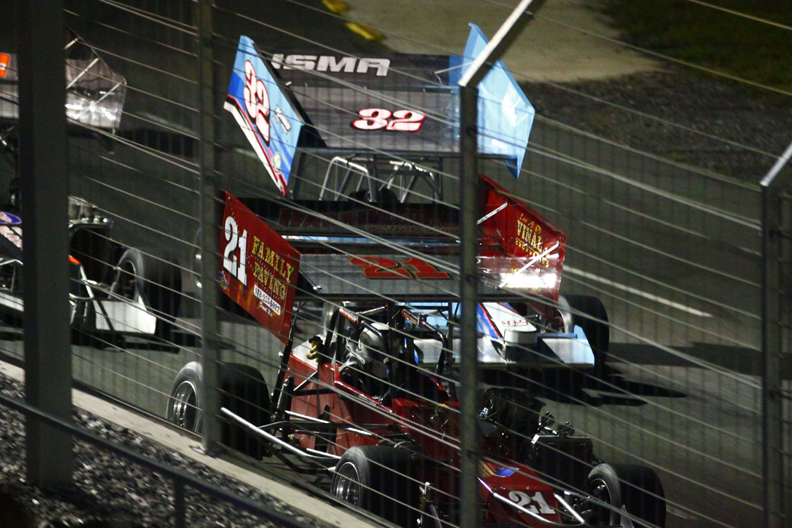
International SuperModified Association le 22 juin 2013.
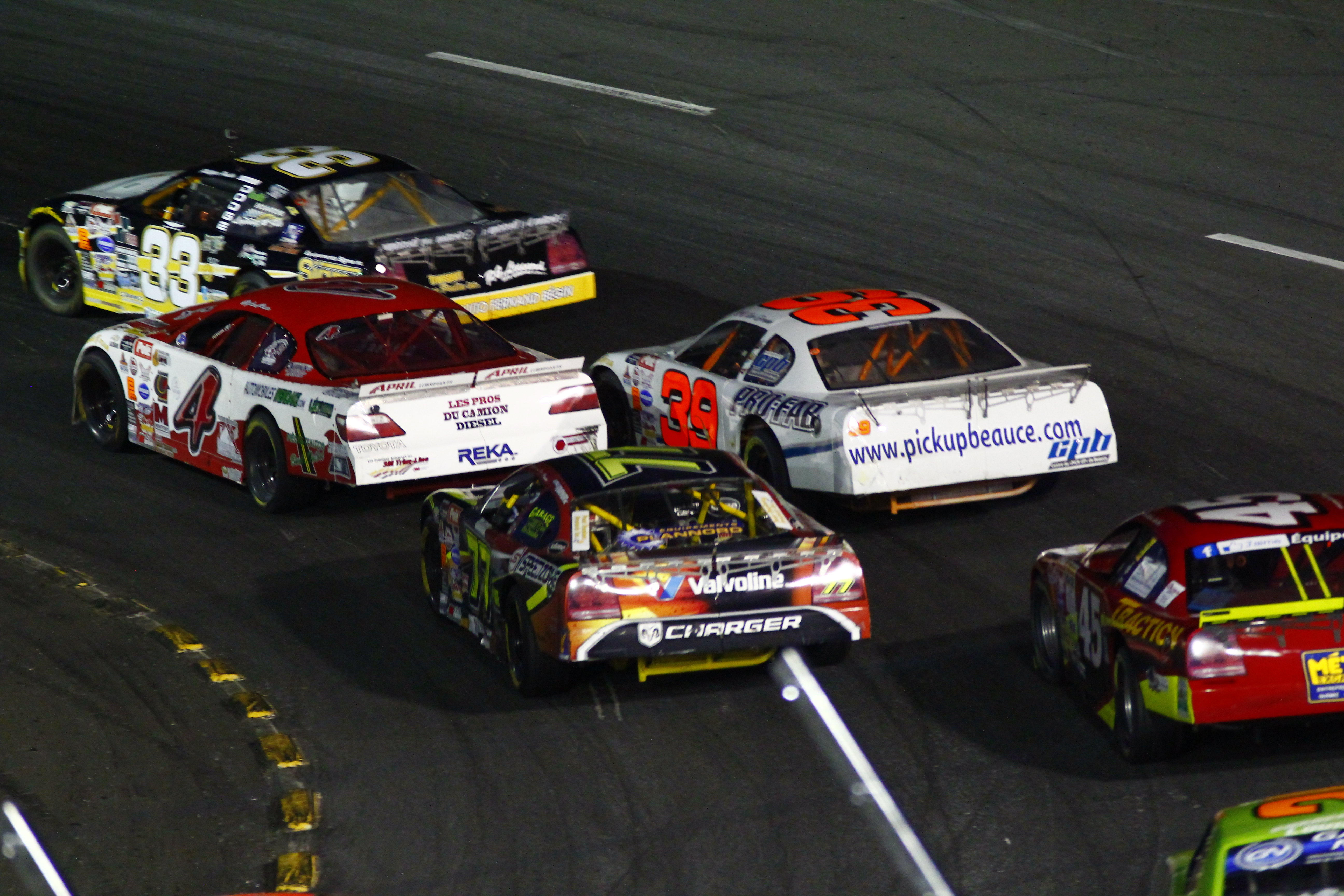
Série Sportsman Québec, le 22 juin 2013.
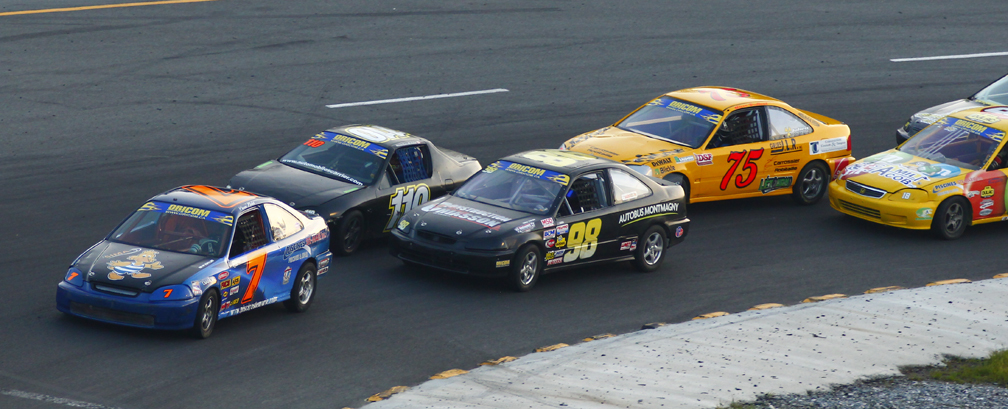
Sport Compact, le 22 juin 2013.
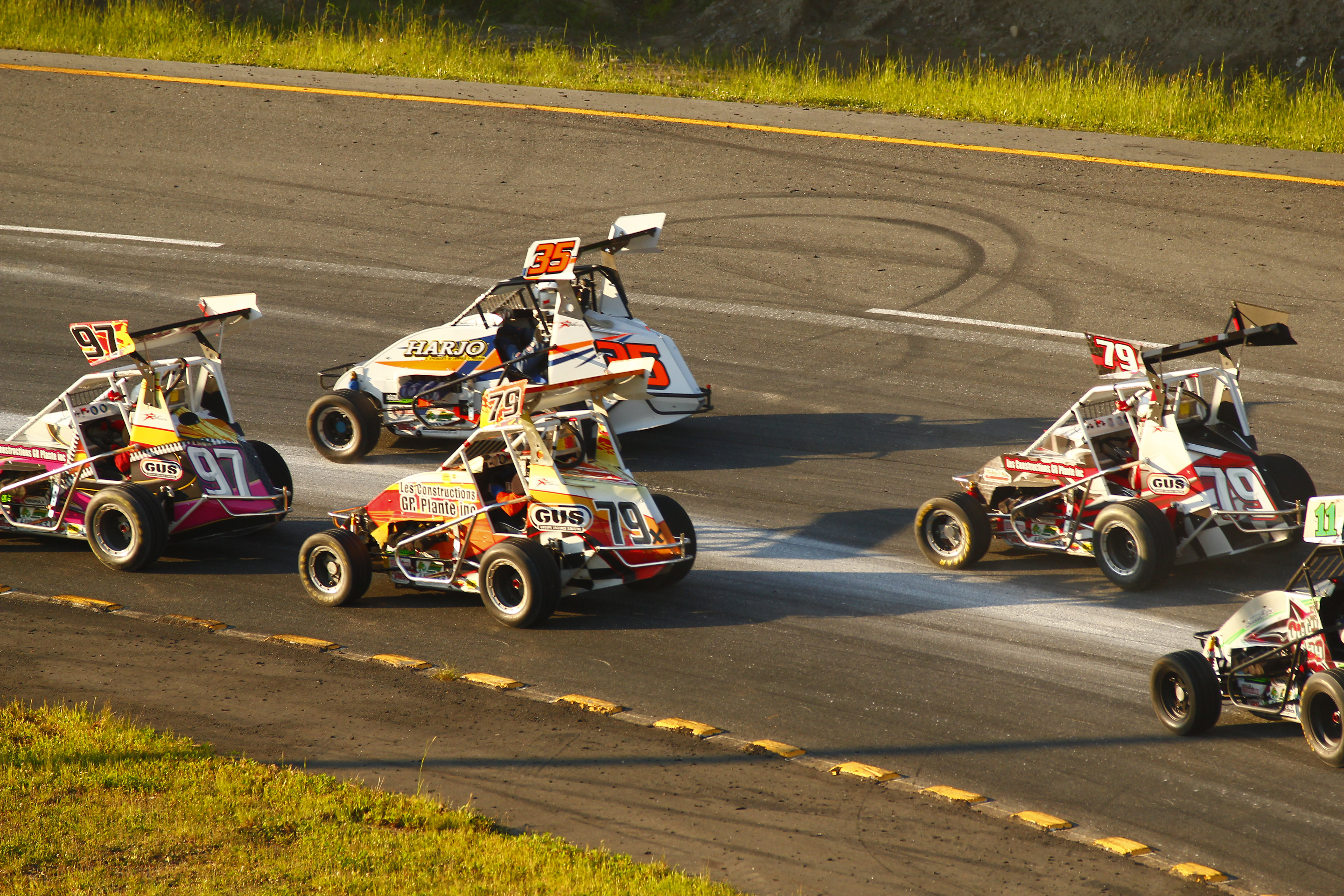
REVSTAR, le 22 juin 2013.
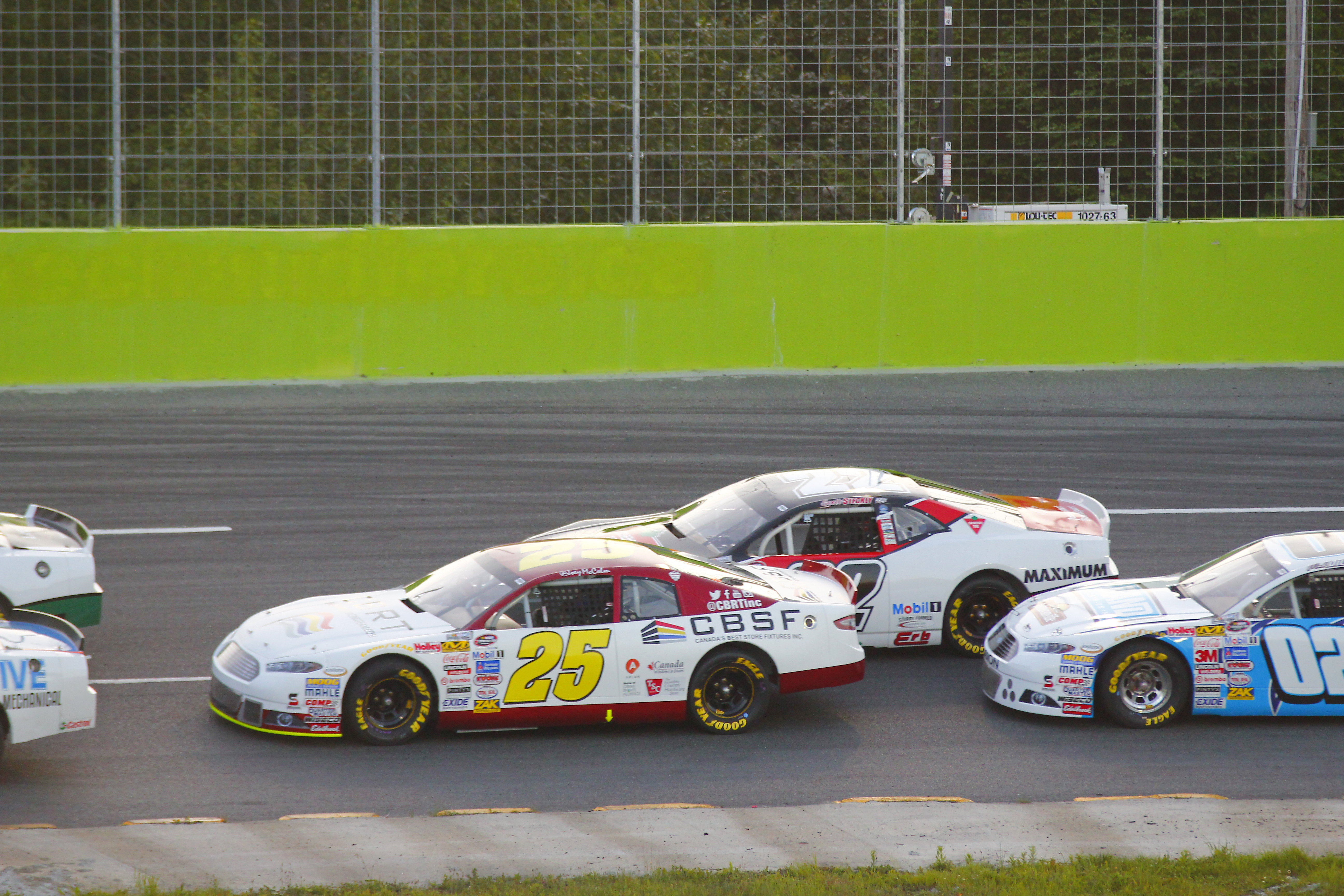
Nascar Canadian Tire Series, le 13 juin 2015.
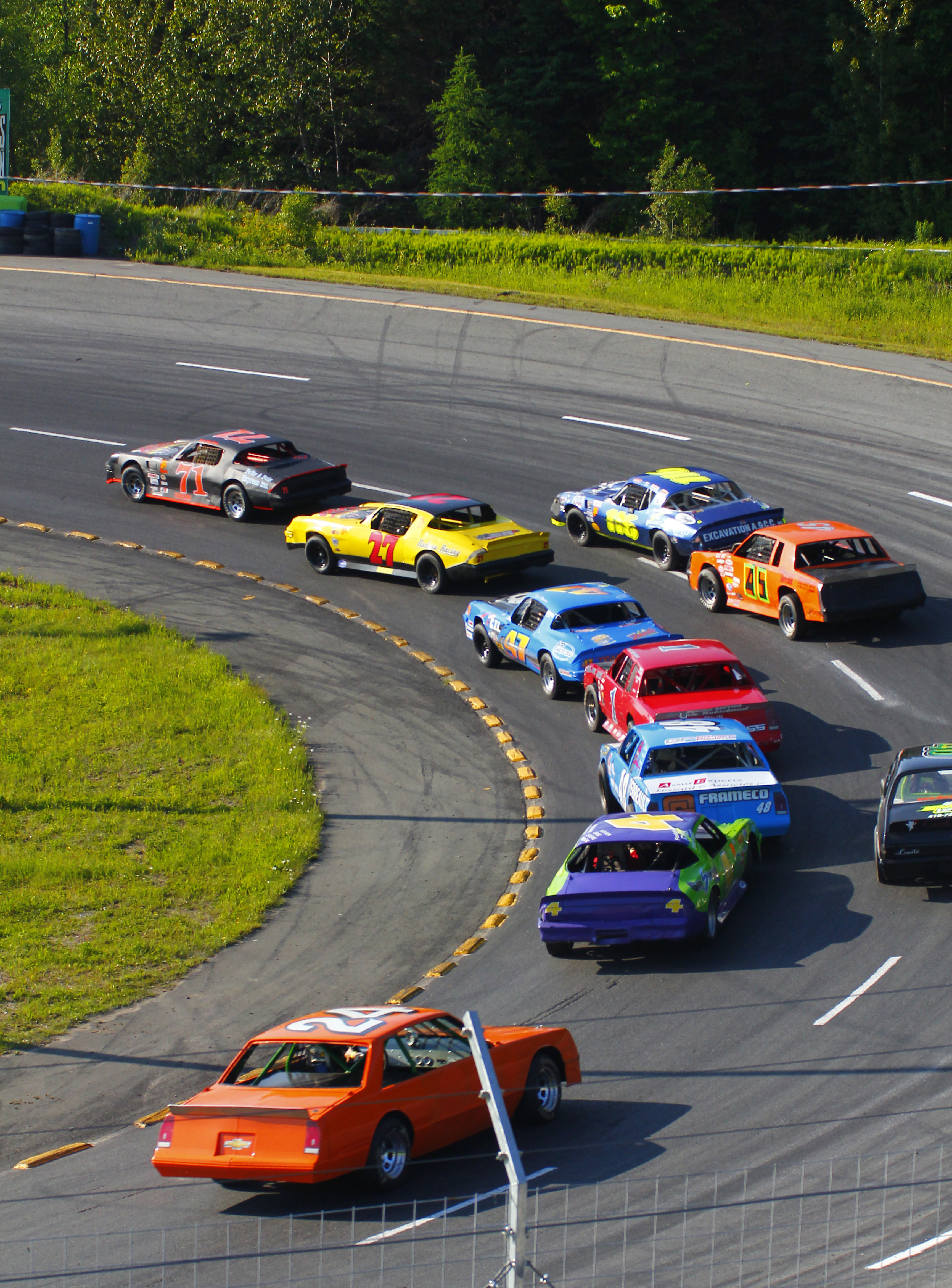
Classe Limité, le 13 juin 2015.
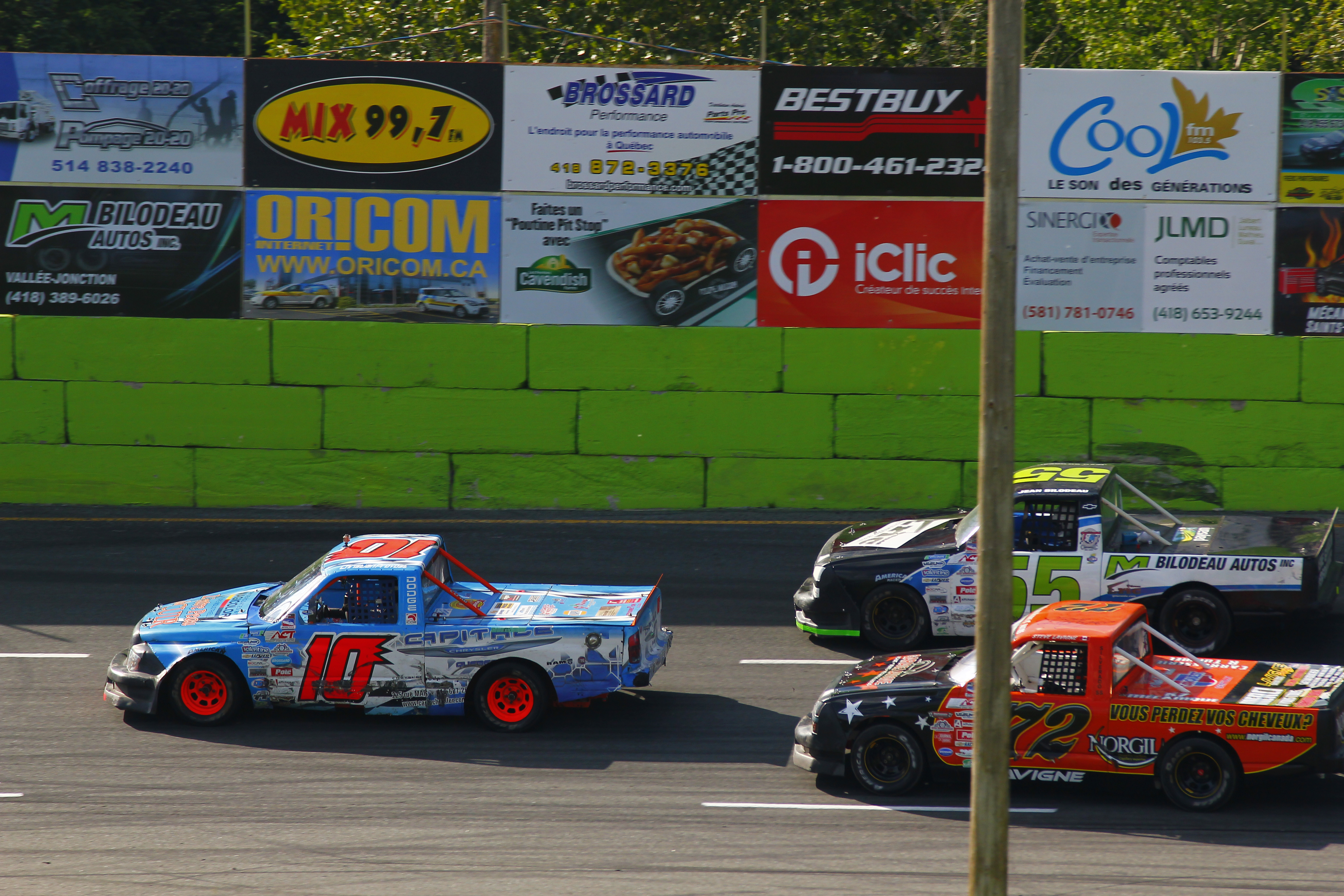
Série ACT Procam, le 13 juin 2015.